# Gredistye
Gredistye (románul: Grădiștea de Munte) falu Romániában, Erdélyben, Hunyad megyében.

## Fekvése
Szászvárostól délre fekvő település. 20 km távolságra helyezkedik el Szászvárostól, és 10 km-re a községközponttól, Felsővárosvíztől. A Kudzsiri-havasokban található a Szászvárosi-hegység nyugati oldalán lévő tisztásokon.

## Története
Gredistye nevét 1888-ban említette először oklevél Gredistye (Várhely) néven.
A trianoni békeszerződés előtt Hunyad vármegye Szászvárosi járásához tartozott.
1910-ben 160 lakosából 7 magyar, 153 román volt. Ebből 6 református, 153 görög keleti ortodox volt. A 2021-es népszámláláskor 125 lakosa volt.

## Látnivalók

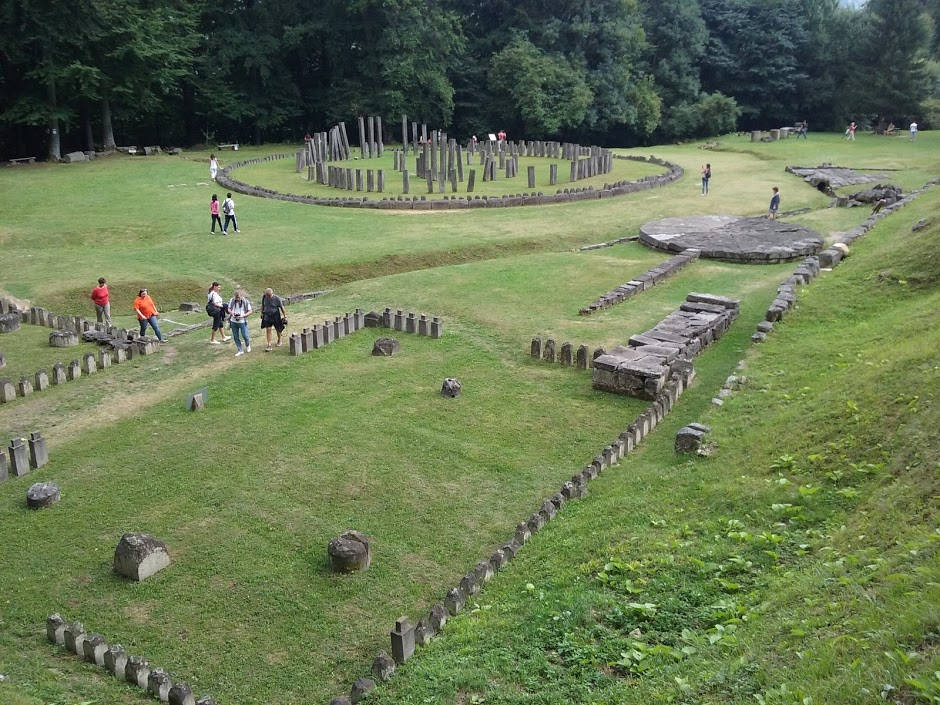
Korabeli dák központ, régészeti lelőhely

A településtől keletre találhatóak a Fețele-Albe dák vármaradványok. A Gredistye-hegy 1048 m-es magaslata felé haladva egy kultúrtörténeti emlékhely és világörökségi helyszín található, a Sarmisegethuza Regia (királyi rezidencia) régészeti lelőhely.
A településtől délre helyezkedik el 381 km² területen a Gredistye Muncsel – Csoklovina Natúrpark (Parcul Natural Grădiștea Muncelului - Cioclovina).

## Galéria

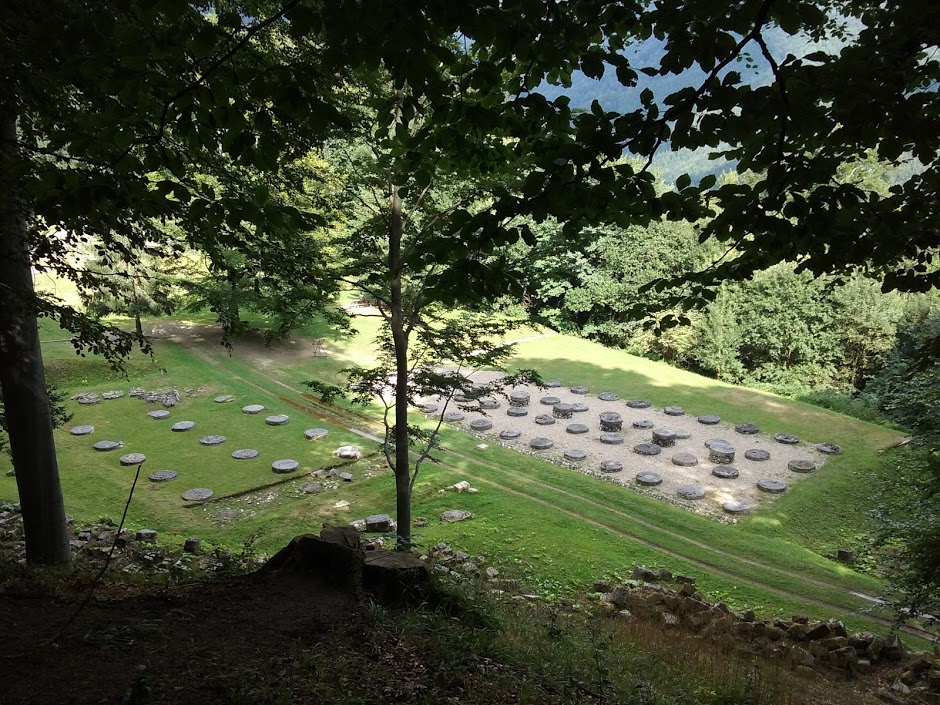
Sarmisegethuza dák régészeti lelőhely
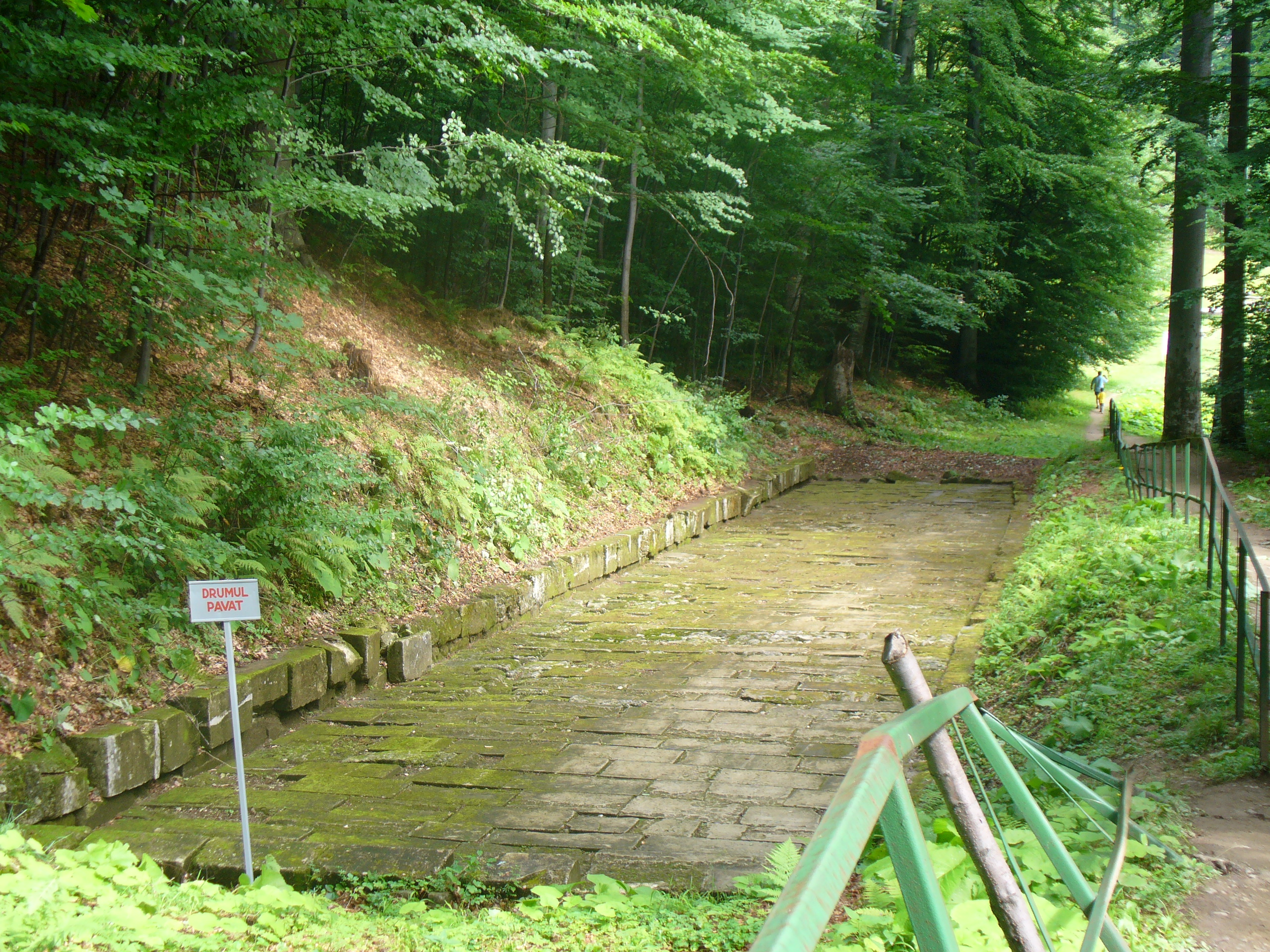
Feltárt út a korabeli településen
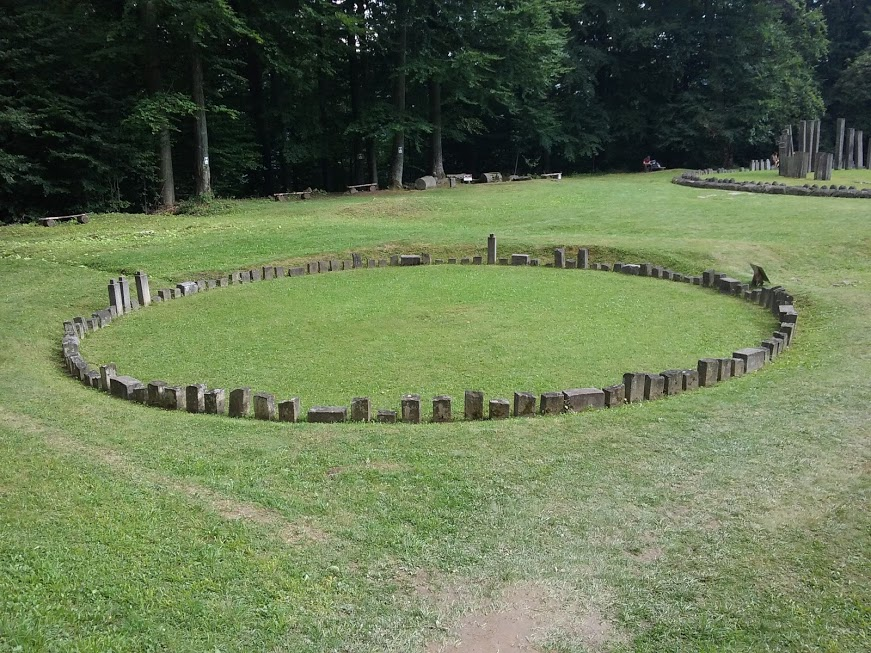
Korabeli szentély
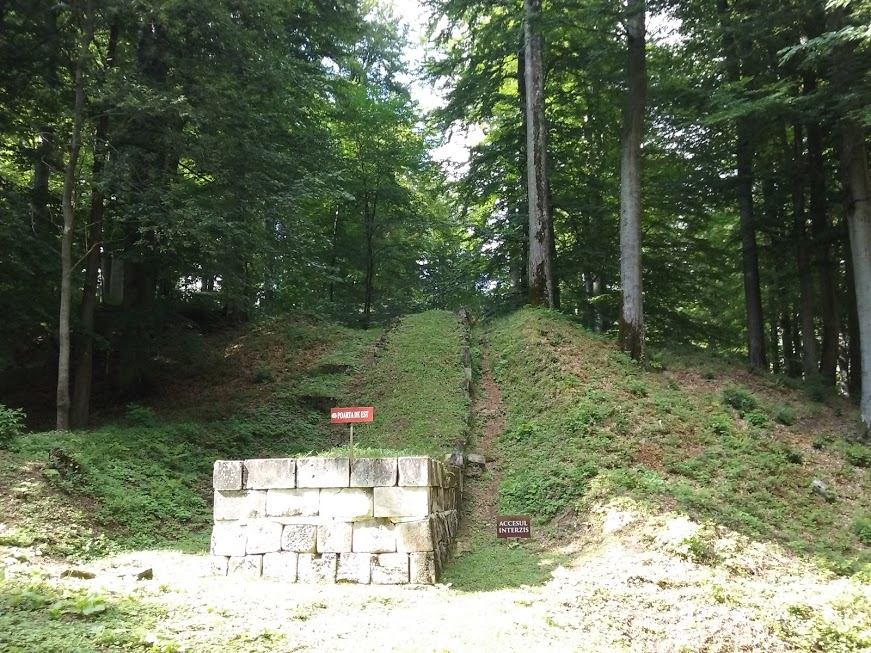
Sarmisegethuza vár
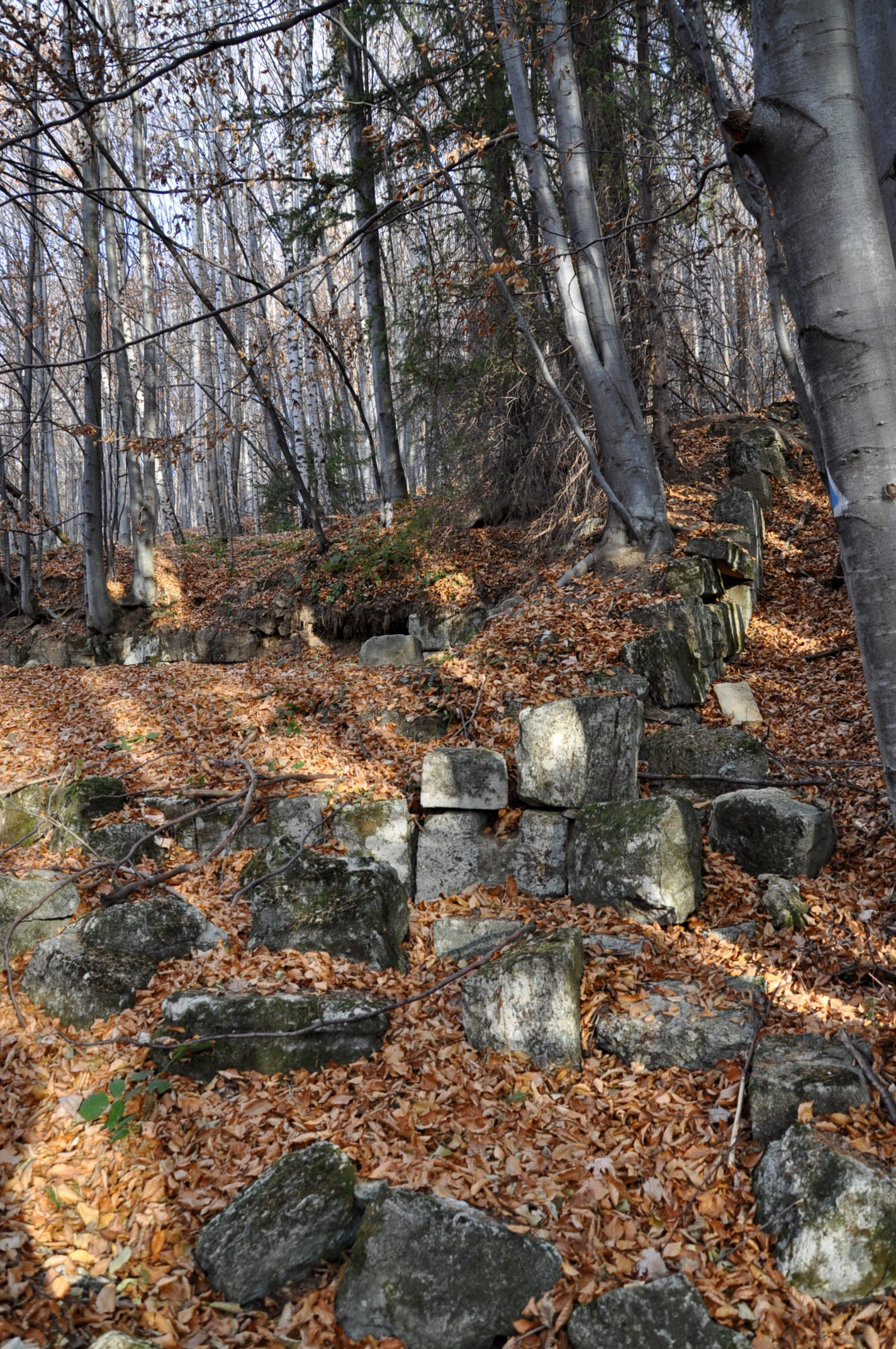
Feţele-Albe vármaradványok
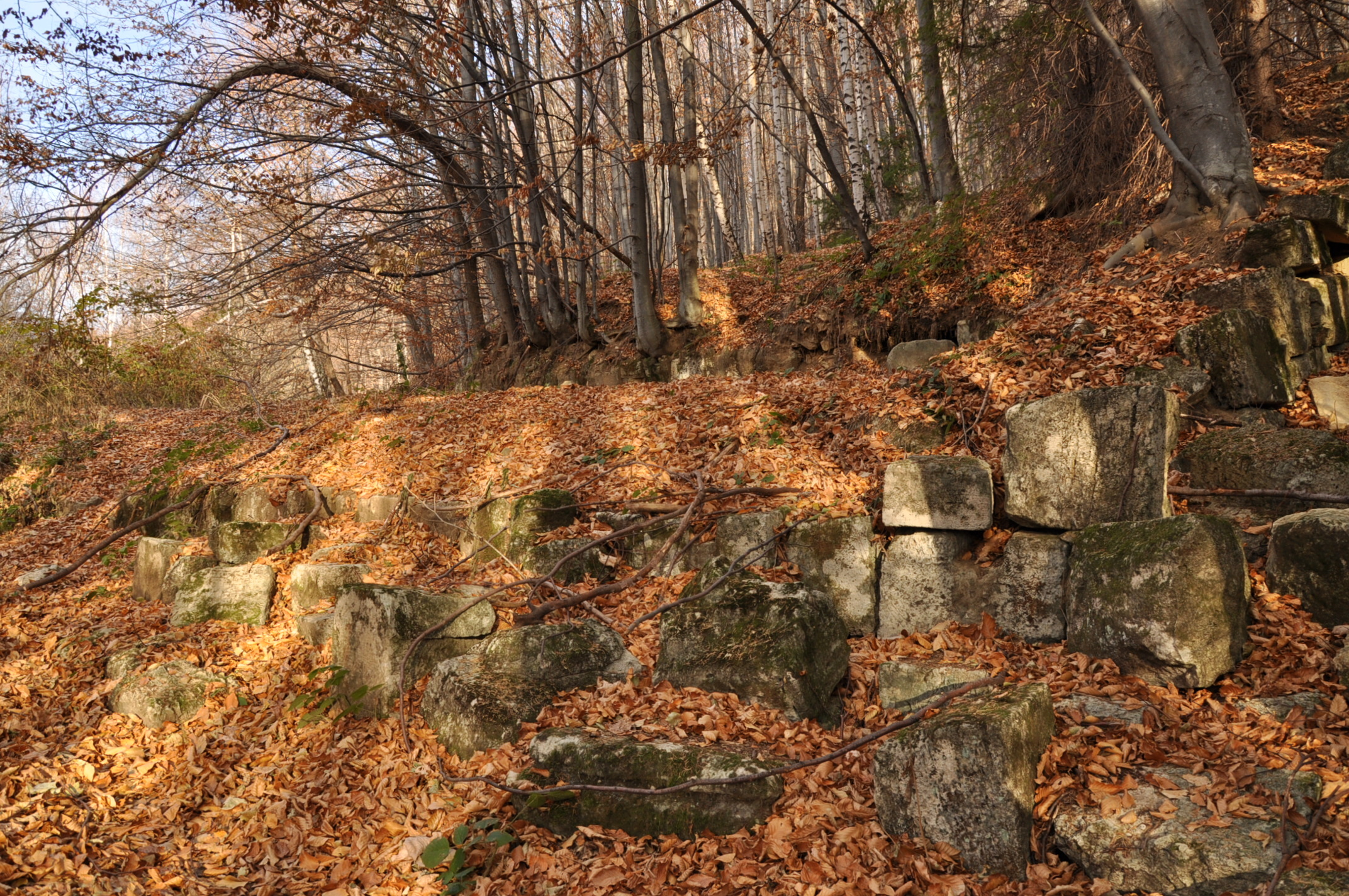
Feţele-Albe vármaradványok
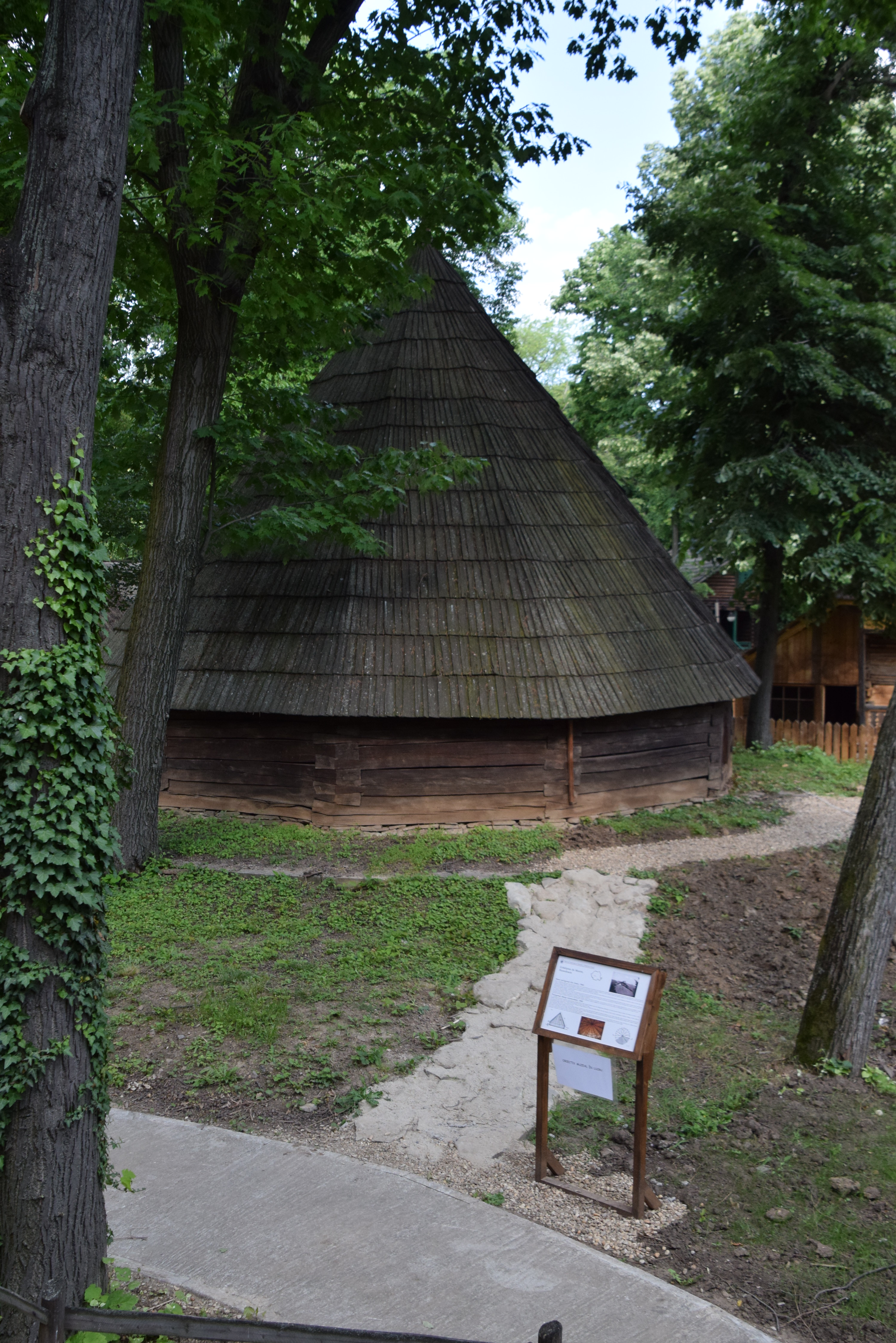
Gredistyei sokszög-építmény, 1960 (Bukaresti falumúzeum)
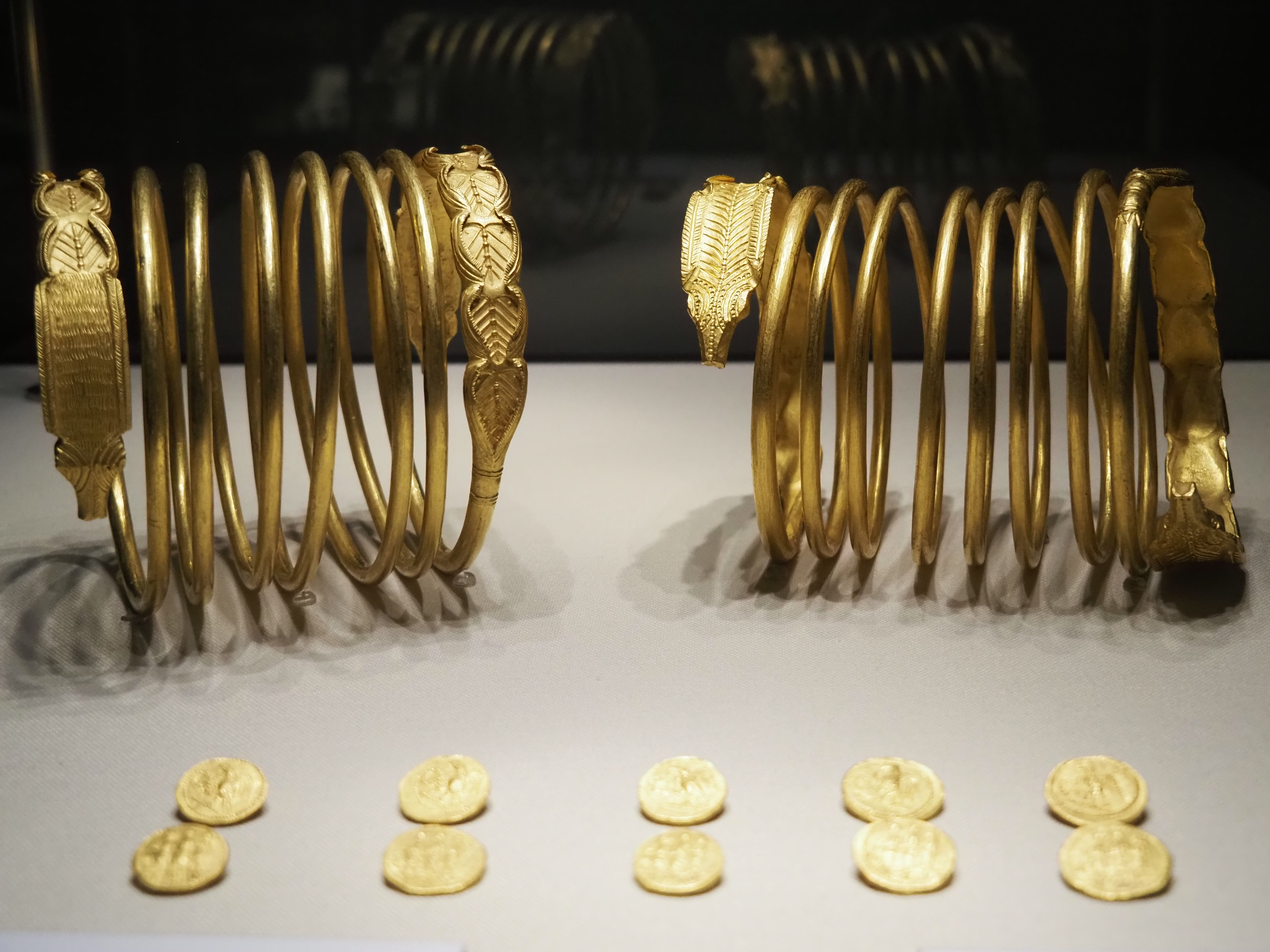
Gredistyei dák aranyleletek (Bukaresti Nemzeti Történeti Múzeum)